# Orthopyxis crenataformis
Orthopyxis crenataformis is een hydroïdpoliep uit de familie Campanulariidae. De poliep komt uit het geslacht Orthopyxis. Orthopyxis crenataformis werd in 2005 voor het eerst wetenschappelijk beschreven door Watson. 